# Wahlen zum Senat der Vereinigten Staaten 1904 und 1905
Die Wahlen zum Senat der Vereinigten Staaten 1904 und 1905 zum 59. Kongress der Vereinigten Staaten fanden zu verschiedenen Zeitpunkten statt. Die Wahlen fanden parallel zur Präsidentschaftswahl 1904 statt, in der Theodore Roosevelt wiedergewählt wurde. Vor der Verabschiedung des 17. Zusatzartikels wurden die Senatoren nicht direkt gewählt, sondern von den Parlamenten der Bundesstaaten bestimmt.
Zur Wahl standen 30 Senatssitze der Klasse I, deren Inhaber 1898 und 1899 für eine Amtszeit von sechs Jahren gewählt worden oder später nachgerückt waren. Zusätzlich fanden Nachwahlen für zwei dieser Sitze und zwei der anderen beiden Klassen statt, sowie vorzeitig in Louisiana und Mississippi die Wahlen zum 60. Kongress, bei denen die demokratischen Amtsinhaber jeweils bestätigt wurden. Auch bei den Nachwahlen gab es keine Veränderungen bezüglich der Parteizugehörigkeit der Senatoren.
Von den 30 regulär zur Wahl stehenden Sitzen waren sieben von Demokraten und 23 von Republikanern besetzt. 18 Amtsinhaber wurden wiedergewählt, vier Demokraten und 14 Republikaner, sieben weitere Sitze wurden von den Republikanern gehalten. Jeweils ein Sitz wechselte von den Demokraten zu den Republikanern und umgekehrt. Die Republikaner büßten einen, die Demokraten zwei Sitze ein, weil die Parlamente in Delaware, Florida und Missouri keine neuen Senatoren gewählt hatten. Der Gouverneur von Florida ernannte den bisherigen Amtsinhaber, der anschließend auch gewählt wurde. In Missouri wurde bereits im März ein Republikaner auf den vorher von den Demokraten gehaltenen Sitz gewählt, so dass nur ein Sitz vakant blieb. Allerdings nahm der in den Senat gewählte republikanische Gouverneur La Follette von Wisconsin sein Mandat zunächst nicht wahr, so dass zwei Sitze frei blieben. Damit konnten die Republikaner ihre Mehrheit, die am Ende 58. Kongresses bei 56 gegen 33 Demokraten gelegen hatte, auf 56 zu 32 verbessern.
Zu Veränderungen nach der Wahl siehe auch Liste der Mitglieder des Senats im 59. Kongress der Vereinigten Staaten.

## Ergebnisse

### Wahlen während des 58. Kongresses
Die meisten Gewinner dieser Wahlen wurden vor dem 4. März 1905 in den Senat aufgenommen, also während des 58. Kongresses, James A. Hemenway jedoch erst am 4. März. In Louisiana und Mississippi fanden vorzeitig Wahlen für die am 4. März 1907 beginnende Amtszeit statt.
| Staat         | Amtierender Senator        | Partei       | Nachwahl   | Datum         | Ergebnis                   | Neuer Senator      |
| ------------- | -------------------------- | ------------ | ---------- | ------------- | -------------------------- | ------------------ |
| Indiana       | Charles W. Fairbanks       | Republikaner | Klasse III | 18. Jan. 1905 | von Republikanern gehalten | James A. Hemenway  |
| Louisiana     | Murphy J. Foster           | Demokrat     | Klasse II  | 18. Mai 1904  | vorzeitig wiedergewählt    | Murphy J. Foster   |
| Massachusetts | Winthrop M. Crane, ernannt | Republikaner | Klasse II  | 18. Jan. 1905 | bestätigt                  | Winthrop M. Crane  |
| Mississippi   | Anselm J. McLaurin         | Demokrat     | Klasse II  | 19. Jan. 1904 | vorzeitig wiedergewählt    | Anselm J. McLaurin |
| Ohio          | Mark Hanna                 | Republikaner | Klasse I   | 2. März 1904  | von Republikanern gehalten | Charles W. F. Dick |
| Pennsylvania  | Matthew Quay               | Republikaner | Klasse I   | 17. Jan. 1905 | von Republikanern gehalten | Philander C. Knox  |

- ernannt: Senator wurde vom Gouverneur als Ersatz für einen ausgeschiedenen Senator ernannt, Nachwahl nötig.
- bestätigt: ein als Ersatz für einen ausgeschiedenen Senator ernannter Amtsinhaber wurde bestätigt.

### Wahlen zum 59. Kongress
Die meisten Gewinner dieser Wahlen wurden am 4. März 1905 in den Senat aufgenommen, also bei Zusammentritt des 59. Kongresses. Alle Sitze dieser Senatoren gehören zur Klasse I. La Follette blieb bis Ende 1905 Gouverneur und nahm seinen Senatssitz erst am 4. Januar 1906 ein.
| Staat         | Amtierender Senator  | Partei       | Datum         | Ergebnis                   | Neuer Senator         |
| ------------- | -------------------- | ------------ | ------------- | -------------------------- | --------------------- |
| Connecticut   | Joseph R. Hawley     | Republikaner | 17. Jan. 1905 | von Republikanern gehalten | Morgan Bulkeley       |
| Delaware      | L. Heisler Ball      | Republikaner | keine Wahl    | Verlust Republikaner       | vakant                |
| Florida       | James Taliaferro     | Demokrat     | keine Wahl    | Verlust Demokraten         | vakant                |
| Indiana       | Albert J. Beveridge  | Republikaner | 18. Jan. 1905 | wiedergewählt              | Albert J. Beveridge   |
| Kalifornien   | Thomas R. Bard       | Republikaner | 11. Jan. 1905 | von Republikanern gehalten | Frank P. Flint        |
| Maine         | Eugene Hale          | Republikaner | 18. Jan. 1905 | wiedergewählt              | Eugene Hale           |
| Maryland      | Louis E. McComas     | Republikaner | 4. Feb. 1904  | Zugewinn Demokraten        | Isidor Rayner         |
| Massachusetts | Henry C. Lodge       | Republikaner | 18. Jan. 1905 | wiedergewählt              | Henry C. Lodge        |
| Michigan      | Julius C. Burrows    | Republikaner | 18. Jan. 1905 | wiedergewählt              | Julius C. Burrows     |
| Minnesota     | Moses E. Clapp       | Republikaner | 18. Jan. 1905 | wiedergewählt              | Moses E. Clapp        |
| Mississippi   | Hernando Money       | Demokrat     | 19. Jan. 1904 | wiedergewählt              | Hernando Money        |
| Missouri      | Francis Cockrell     | Demokrat     | keine Wahl    | Verlust Demokraten         | vakant                |
| Montana       | Paris Gibson         | Demokrat     | 16. Jan. 1905 | Zugewinn Republikaner      | Thomas H. Carter      |
| Nebraska      | Charles H. Dietrich  | Republikaner | 17. Jan. 1905 | von Republikanern gehalten | Elmer J. Burkett      |
| Nevada        | William M. Stewart   | Republikaner | 25. Jan. 1905 | von Republikanern gehalten | George S. Nixon       |
| New Jersey    | John Kean            | Republikaner | 2. Jan. 1905  | wiedergewählt              | John Kean             |
| New York      | Chauncey Depew       | Republikaner | 18. Jan. 1905 | wiedergewählt              | Chauncey Depew        |
| North Dakota  | Porter J. McCumber   | Republikaner | 18. Jan. 1905 | wiedergewählt              | Porter J. McCumber    |
| Ohio          | Charles W. F. Dick   | Republikaner | 2. März 1904  | wiedergewählt              | Charles W. F. Dick    |
| Pennsylvania  | Philander C. Knox    | Republikaner | 18. Jan. 1905 | wiedergewählt              | Philander C. Knox     |
| Rhode Island  | Nelson W. Aldrich    | Republikaner | 18. Jan. 1905 | wiedergewählt              | Nelson W. Aldrich     |
| Tennessee     | William B. Bate      | Demokrat     | 11. Jan. 1905 | wiedergewählt              | William B. Bate       |
| Texas         | Charles A. Culberson | Demokrat     | 25. Jan. 1905 | wiedergewählt              | Charles A. Culberson  |
| Utah          | Thomas Kearns        | Republikaner | 18. Jan. 1905 | von Republikanern gehalten | George Sutherland     |
| Vermont       | Redfield Proctor     | Republikaner | 18. Okt. 1904 | wiedergewählt              | Redfield Proctor      |
| Virginia      | John W. Daniel       | Demokrat     | 26. Jan. 1904 | wiedergewählt              | John W. Daniel        |
| Washington    | Addison G. Foster    | Republikaner | 27. Jan. 1905 | von Republikanern gehalten | Samuel H. Piles       |
| West Virginia | Nathan B. Scott      | Republikaner | 25. Jan. 1905 | wiedergewählt              | Nathan B. Scott       |
| Wisconsin     | Joseph V. Quarles    | Republikaner | 25. Jan. 1905 | von Republikanern gehalten | Robert M. La Follette |
| Wyoming       | Clarence D. Clark    | Republikaner | 25. Jan. 1905 | wiedergewählt              | Clarence D. Clark     |

- wiedergewählt: ein gewählter Amtsinhaber wurde wiedergewählt.

### Wahlen während des 59. Kongresses
Die Gewinner dieser Wahlen wurden nach dem 4. März 1905 in den Senat aufgenommen, also während des 59. Kongresses.
| Staat       | Amtierender Senator       | Partei       | Nachwahl   | Datum         | Ergebnis                   | Neuer Senator      |
| ----------- | ------------------------- | ------------ | ---------- | ------------- | -------------------------- | ------------------ |
| Connecticut | Orville H. Platt          | Republikaner | Klasse III | 10. Mai 1905  | von Republikanern gehalten | Frank B. Brandegee |
| Florida     | James Taliaferro, ernannt | Demokrat     | Klasse I   | 20. Apr. 1905 | bestätigt                  | James Taliaferro   |
| Missouri    | vakant                    | vakant       | Klasse I   | 18. März 1905 | Zugewinn Republikaner      | William Warner     |
| Tennessee   | William B. Bate           | Demokrat     | Klasse I   | 21. März 1905 | von Demokraten gehalten    | James B. Frazier   |

- ernannt: Senator wurde vom Gouverneur als Ersatz für einen ausgeschiedenen Senator ernannt, Nachwahl nötig.
- bestätigt: ein als Ersatz für einen ausgeschiedenen Senator ernannter Amtsinhaber wurde bestätigt.

## Einzelstaaten
In allen Staaten wurden die Senatoren durch die Parlamente gewählt, wie durch die Verfassung der Vereinigten Staaten vor der Verabschiedung des 17. Zusatzartikels vorgesehen. Das Wahlverfahren bestimmten die Staaten selbst, war daher von Staat zu Staat unterschiedlich. Teilweise ergibt sich aus den Quellen nur, wer gewählt wurde, aber nicht wie.
Das Fourth Party System der Parteien in den Vereinigten Staaten bestand aus der Demokratischen Partei, die hauptsächlich in den Südstaaten stark waren, sowie der gemäßigt abolitionistischen, im Norden verankerten Republikanischen Partei.